# Anna Skeide
Anna Skeide, född 12 juni 1910 i Ørsta, död 13 november 1980, var en norsk lyriker. Hon debuterade 1957 med diktsamlingen Ro bort din båt over vatnet och gav sedan bland annat ut samlingarna Treet og lyset (1964), Mellom natt og draum (1969), Eld skriv med skuggar (1977) och Timen før natt (1981, postumt). 
Genom konkreta bilder och i en opretentiös form förmedlar dikterna ofta naturstämningar och längtan. Dikter i urval kom 1980.